# Mosul-Talsperre
Die Mosul-Talsperre (auch Mossul-Talsperre; arabisch سد الموصل, DMG Sadd al-Mauṣil) ist die größte Talsperre im Irak und wurde bis zum Sturz von Saddam Hussein „Saddam-Damm“ genannt. Sie liegt im Nordirak in der Provinz Ninawa, etwa 40 Kilometer nördlich von Mosul (Mossul) am Tigris.

## Konstruktion und Funktion
Der Stausee hat einen Stauinhalt von mehr als 12 Milliarden m³. Ein Wasserkraftwerk erzeugt Energie für 1,7 Millionen Einwohner.
Die Leistung des Hauptkraftwerks beträgt 750 MW. Zum Mosul-Damm gehören neben dem Hauptkraftwerk ein Pumpspeicherkavernenkraftwerk mit einer Kraftwerksleistung von 200 MW und eine Flussregulierungsstaustufe mit einer Kraftwerksleistung von 60 MW.

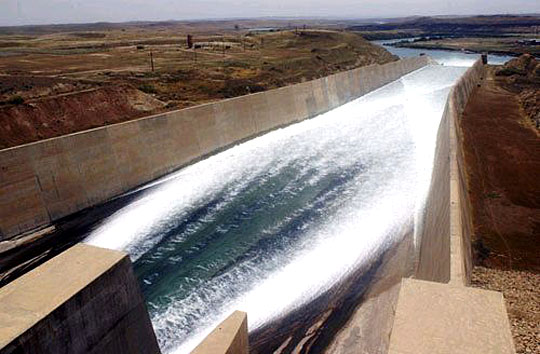
Hochwasserentlastung

Der 1986 fertiggestellte Staudamm ist ein Erddamm mit eingebautem Tonkern. Seine Länge beträgt 3600 m, die Breite des Dammfußes beträgt 700 m und seine Höhe 135 m. Deutsche (Hochtief), Schweizer, italienische und österreichische Unternehmen waren am Bau beteiligt.
Der Staudamm befindet sich in einem Karstgebiet.
2006 stellte das Ingenieurskorps der US Army zunehmenden Verfall an dem Bauwerk fest und konstatierte, dass die Mosul-Talsperre „hinsichtlich des Potentials für innere Erosion der gefährlichste Staudamm der Welt“ sei. Bei einem Bruch der Talsperre unter maximaler Füllmenge sei damit zu rechnen, dass unter anderem die Millionenstadt Mosul bis zu 20 m hoch überflutet und bis zu einer halben Million Menschen getötet werden könnten.
Am 3. November 2011 wurde ein Vorvertrag zur Sanierung des Dammes zwischen dem irakischen Ministerium für Wasserressourcen und dem deutschen Spezialtiefbauer Bauer AG unterzeichnet. Das Auftragsvolumen soll umgerechnet 1,9 Milliarden Euro umfassen. Die Bauzeit wird voraussichtlich sechs Jahre betragen.
Die Wartungsarbeiten ruhen, seit im August 2014 IS-Milizen die Region eroberten. Obwohl der Staudamm zurückerobert werden konnte, fehlen seitdem Maschinen und Material.
Im Januar 2016 äußerte das Außenministerium der Vereinigten Staaten Befürchtungen, der Damm könne im Frühjahr 2016 nach der Schneeschmelze brechen.

## Strategische Bedeutung
Der Staudamm hat für die Region große strategische Bedeutung, da er die Kontrolle über die Wasser- und Stromversorgung weiter Gebiete am Tigris ermöglicht.
Am 9. August 2014 eroberte die Terrororganisation Islamischer Staat die Talsperre, wie die kurdische Regionalregierung bestätigte. Mit Hilfe der amerikanischen Luftwaffe konnten kurdische Einheiten ab dem 16. August 2014 in einer Offensive den wichtigen Staudamm zurückerobern.

## Weitere Stauseen im Irak
- Badush-Staudamm am Tigris
- Bekhme-Talsperre am Großen Zab (bisher unvollendet, Weiterbau in Planung)
- Haditha-Talsperre am Euphrat
- Razzaza-See am Euphrat
- Tharthar-See zwischen Tigris und Euphrat